# Juan Vicente Ugarte del Pino
Juan Vicente Ugarte del Pino (Distrito del Rímac, Lima, Perú, 12 de junio de 1923 - Lima, 6 de octubre de 2015) fue un historiador y jurista peruano.

## Biografía

### Infancia y juventud
Fue hijo del abogado Lizardo Segundo Ugarte Bejarano y Graciela Catalina del Pino Tamayo, y nieto del coronel Juan Vicente Ugarte Lobón. En 1955 se casó con Luz Cáceres Macgregor, de la cual enviudó. En 2013 contrajo matrimonio con su segunda esposa, Laura Montjoy La Torre. Cursó sus estudios primarios y secundarios en los colegios de los Hermanos Maristas, San José Maristas del Callao y en el Colegio Champagnat de Miraflores, siguiendo sus estudios, posteriormente, en la Universidad Nacional Mayor de San Marcos (1941). En la Facultad de Letras de dicho centro universitario siguió el ciclo correspondiente a la especialidad de Historia, y optó al grado de Bachiller (25 de junio de 1946) con la tesis sobre "Juan de Ovando y la Recopilación de las Leyes de Indias"; al completar el ciclo profesional en la Facultad de Derecho (a la cual ingresó en 1943), optó al grado de Bachiller (1947) con una tesis sobre "Ovando y la Concepción Dual del Gobierno de las Indias", en la que intentó determinar las bases de una concepción moderna de la historia del derecho en el Perú, recibiéndose como abogado y Doctor en Derecho Público en 1960.

### Estudios en el exterior
En atención a la especialización en Derecho Indiano revelada en las tesis mencionadas, obtuvo una beca del Instituto de Cultura Hispánica (1948-1949), en virtud de la cual pudo hacer estudios en la sección doctoral de la Universidad Central de Madrid, hoy Universidad Complutense, donde se destacó como discípulo del ilustre jurista e historiador español Alfonso García-Gallo y de Diego (1911-1922. Ver Jurídica N° 224, de 11-11-2008). También fue eximio alumno del no menos egregio jurista Luis García Arias, maestro de Derecho Internacional. Fue uno de los primeros residentes del Colegio Mayor Hispanoamericano "Ntra. Sra. de Guadalupe", participando en la Peregrinación de Estudiantes Hispanoamericanos por el Camino de Santiago desde Roncesvalles hasta Santiago de Compostela, en 1949, con motivo de la celebración del Año Santo Compostelano. Realizó investigaciones en el Archivo General de Indias en Sevilla y, luego, gracias a una invitación del Consejo Británico pasó a Londres, donde escrutó los fondos documentales que en el Museo Británico se guardan sobre el Derecho Indiano. Posteriormente, ha realizado cursos de especialización en la Universidad Complutense de Madrid y en el Instituto de Estudios Políticos de la misma ciudad española.

### Labor docente
Ejerció como profesor en diversos planteles educativos de secundaria: Colegio Nuestra Señora de Guadalupe (1945), Colegio Anglo-Peruano (1946-1948), Colegio Nacional Hipólito Unanue, GUE Ricardo Bentín y Colegio Militar Leoncio Prado.
En 1952 volvió al Perú, después de concluidos sus estudios en Europa, y se incorporó a la docencia en la Facultad de Letras de la Universidad Nacional Mayor de San Marcos y posteriormente, como profesor principal, en la Facultad de Derecho y Ciencias Políticas, para dictar la cátedra de Historia del Derecho, sustituyendo a su maestro Jorge Basadre Grohman (Tacna, 1903-Lima, 1980), y de la que llegó a ser su Decano (1988); dictó asignaturas semejantes en la Facultad de Derecho de la Pontificia Universidad Católica del Perú (Lima, 1965-1973), a instancias del jurista Dr. Raúl Ferrero Rebagliati; en la Academia Diplomática del Perú (1966-1972); en la Escuela Superior de Relaciones Públicas del Perú (1964-1968); en la Universidad del Pacífico (1976-1980), en la Universidad de San Martín de Porres (1979-1987), en la Universidad de Lima (1979-1989), y en el Instituto de Derecho Comparado de la Universidad Complutense (1990-1998). Ejerció como cronista parlamentario para el diario "La Crónica" de Lima en la década de los cincuenta. Profesor Emérito de la Universidad Nacional Mayor de San Marcos (3 de noviembre de 1997). Actualmente se desempeña como investigador del Instituto de Derecho Indiano y Estudios Clásicos y ejerce la Presidencia del Curatorium de Doctores del Perú.

### Actividad como jurista
Fue elegido en 1974 y 1975 como Decano de Colegio de Abogados de Lima, en pleno apogeo del gobierno de la Junta Militar presidida por el general Juan Velasco Alvarado, realizando una defensa clara de la legalidad constitucional y del estado de derecho lo que le valió la persecución y la cárcel por un supuesto delito contra-revolucionario, razón por la cual fue calificado por el maestro Max Arias-Scheriber Pezet como el "Decano de la Resistencia". Organizó el Congreso de Colegios de Abogados de América y España inaugurado, en la sede del Colegio de Abogados de Lima, el 26 de julio de 1974. Ha sido secretario general del Instituto Latinoamericano de Ciencias Políticas y Sociales (ILAPS) (1965-1981), vocal suplente de la Corte Superior de Justicia de Lima (1972), vocal de la Corte Suprema de Justicia (1980), presidente de la Sala Penal de la Corte Suprema de Justicia (1986), presidente de la Corte Suprema de Justicia del Perú (1987-1988), presidente de la Segunda Sala de lo Civil de la Corte Suprema de Justicia (1989), presidente de la Segunda Sala de lo Penal de la Corte Suprema de Justicia (1989), magistrado del Tribunal de Justicia del Acuerdo de Cartagena (1990-1996), el cual presidió en 1991.
En el 2008 ha sido nombrado por el gobierno peruano miembro de la comisión de juristas que defenderán los intereses peruanos en el Tribunal Internacional de La Haya en la demanda que ha formulado el Perú contra Chile por el diferendo existente para la delimitación de la frontera marítima entre ambos países.

## Instituciones a las que perteneció
Fue miembro de número de la Sociedad Peruana de Historia (1949), cuya presidencia ha ejercido desde 1999; de la Sociedad Peruana de Archiveros (1956); de la Academia Peruana de Derecho; de la Academia Nacional de la Historia (Perú); del Instituto Internacional de Derecho Indiano con sede en Madrid (1966) y del Instituto Internacional de Historia del Derecho y de las Instituciones de Holanda(1967), miembro de honor del Colegio de Abogados de Madrid (1974), miembro de honor de la Academia Gallega de Legislación y Jurisprudencia (1974), miembro de honor de la Academia de Geografía e Historia de Nicaragua (2003), entre otros.
fue socio del estudio de Abogados que lleva su nombre, "El Estudio Vicente Ugarte del Pino Abogados", que fue el resultado de la unión de los Estudios Carrera, Pinatte & Baca-Álvarez Abogados y Altuve-Febres & Dupuy SCRL, y del Estudio del Dr. Juan Vicente Ugarte del Pino, que fundó su padre Don Lizardo Ugarte y Bejarano a inicios del siglo XX.

## Condecoraciones y distinciones
- Gran Cruz de la Marina Española (España, 1966)
- Miembro Honorario del Instituto de Cultura Hispánica de Madrid (1967)
- Cruz Distinguida de Primera Clase de la Orden de San Raimundo de Peñafort (España, 1971)
- Canciller y Maestre Gran Cruz de la Orden Peruana de la Justicia (1987-1989)
- Premio Iberoamericano de la Abogacía (España, 2004)
- Medalla de Honor del Congreso de la República (Perú, 2005)
- Gran Cruz de la Orden del Sol (Perú, 2009)
- Miembro del Patronato de la Universidad Católica San Pablo
- Gran Oficial de la Orden del Trabajo (Perú, 2010)
- Amauta de la Orden de las Orden de las Palmas Magisteriales (Perú, 2010)
- Profesor emérito de la Universidad Nacional Mayor de San Marcos (3 de noviembre de 1997)
- Decano emérito del Colegio de Abogados de Lima, conferido el 12 de junio de 2013
- Caballero Marista, otorgada por la Federación Maristas del Perú en el 2014
- Caballero de la Orden de la Legitimidad Proscrita, otorgada por S.A.R. Don Sixto Enrique de Borbón Parma el 2014

### Libros
- Historiografía sobre Juan de Ovando (1948)
- Los Procesos Seguidos a los Conspiradores de la Emancipación (1950)
- La Autonomía de la Historia del Derecho (1964)
- La Obra Jurídica del Gran Mariscal del Perú D. Andrés de Santa Cruz (1965)
- Sociología del Derecho. Universidad Nacional Mayor de San Marcos, Lima, 1965.
- El Centenario del Congreso Americano de Lima de 1864 (1965)
- Historia de la Facultad de Derecho de la Universidad de San Marcos (1966)
- El Congreso Americano de Lima (1968)
- San Marcos en la Historia Internacional Americana (1971)
- Manuel Vicente Villarán (1971)
- Sistema Jurídico, Orden Constitucional (1973. Colegio de Abogados de Lima, 1973.
- Historia de las Constituciones del Perú (1978)
- La Imagen de la Justicia (1987)
- La Seguridad Social Agraria en el Derecho Indiano, la Caja de Censos de Indios. Universidad Autónoma de México, 1980.
- El Tratado de Ancón de 1883, dentro del Tomo II de la Historia del Ejército Peruano (1985)
- El Derecho en el Descubrimiento (1992)

### Artículos en revistas
- "El Sistema Monetario durante el Comercio entre España y Indias". Revista de la Facultad de Ciencias Económicas de la Universidad Nacional de San Marcos, Lima, 1947.
- Los Movimientos Restauradores del Imperio Incaico y los Liberales en el Siglo XIX". `Instituto de Cultura Hispánica, Madrid, 1949.
- "La Constitución entre el Imperio y la República". Publicación de su exposición ante la Real Academia de Ciencias Morales y Políticas, Madrid, 1987.
- "El Derecho en el Descubrimiento". Cadena de Diarios AMÉRICA, en homenaje a los 500 años del Descubrimiento (1992).
- "Don Nicetro Alcalá Zamora y la Recopilación de las Leyes de Indias". Revista de la Academia Perunana de Derecho (2000).
- "El Perú y la Política Internacional de San Martín". Revista Peruana de Derecho Internacional de la Sociedad Peruana de Derecho Internacional, Tomo I, N.º 116 (julio-diciembre de 2000).
- "El Fenómeno Internacional en el Siglo de los Grandes Descubrimientos". Revista Peruana de Derecho Internacional de la Sociedad Peruana de Derecho Internacional. Tomo III, n.º 118 (julio-diciembre de 2001)
- En el Aniversario del Nacimiento del Generalísimo D. José de San Martín y Matorras

Torre de los Lujanes: Boletín de la Real Sociedad Económica Matritense de Amigos del País, ISSN 1136-4343, N.º 53, 2004, págs. 57-72.
- La Imagen de España en el Perú

Torre de los Lujanes: Boletín de la Real Sociedad Económica Matritense de Amigos del País, ISSN 1136-4343, n.º 45, 2001,pags. 195-208.
- Derecho Internacional, Supranacionalidad e Integración.

Anuario Hispano-Luso-Americano de Derecho Internacional, ISSN 0570-4316, n.º 12, 1995, pags. 381-388.
- El Perú en Tiempos de Carlos III

Torre de los Lujanes: Boletín de la Real Sociedad Económica Matritense de Amigos del País. ISSN 1136-4343, n.º 28, 1994, págs. 225-238.
- Un Alcalde Peruano en la Ruta del Año Santo de Santiago de Compostela.

Torre de los Lujanes: Boletín de la Real Sociedad Económica Matritense de Amigos del País, ISSN n1 1136-4343, n.º 24, 1993, págs. 15-16.
- La Líneas de Tendencia en la Evolución Jurídica de los Pueblos.

Revista de Estudios Políticos, ISSN 0048-7694, n.º 129-130, 1963, págs. 245-252.